# Le Trait
Le Trait là một xã thuộc tỉnh Seine-Maritime trong vùng Normandie miền bắc nước Pháp.

### Huy hiệu
| Arms of Le Trait | Huy hiệu xã Le Trait được mô tả là "có hình con báo đổi màu, với những đường cong hai màu lục - bạc tạo sự nguy hiểm." |

## Các xã lân cận
| Saint-Wandrille-Rançon                             | Sainte-Marguerite-sur-Duclair |         |
| Notre-Dame-de-Bliquetuit & La Mailleraye-sur-Seine | Các xã lân cận                | Duclair |
|                                                    | Heurteauville & Yainville     |         |